# Thaumatopsis repandus
Thaumatopsis repandus là một loài bướm đêm trong họ Crambidae.